# Mega Man III (DOS)
『Mega Man III』（メガマンスリー）は、1992年に発売されたパソコン(DOS)用のアクションゲームである。

## 概要
"Mega Man"とはカプコンのコンピュータゲーム『ロックマン』の日本国外（英語圏）での呼称であり、本作はカプコンのライセンス許諾を得て北米で独自に製作された、国内未発売の『ロックマン』のゲーム作品である。

## ゲームの流れ
任意の順番で選択できる6つのステージと、それらすべてを攻略した後に選択できる最終ステージの、計7ステージで構成。最終ステージには6体のボスキャラクターとの再戦があるが、シリーズ第1作目と同じく一定の順番で戦っていく仕様。

## ストーリー
2011年、ワイリーは前作に登場したCRORQをパワーアップさせ、新たなロボット軍団を率いてまたしても世界征服の野望に乗り出した。

## 登場キャラクター

### 主なキャラクター
()内は原語での名称。ロックマンシリーズ#登場キャラクターも併せて参照のこと。
ロックマン（Mega Man）
Dr.ライト (Dr.Right)
武器入手画面で顔を出してその武器の解説を行う。
Dr.ワイリー (Dr.Wily)

### ボスキャラクター
ステージ選択画面に表示される全てのボスキャラクターの顔と胴体は、一部過去の作品にあたる『ロックマン2』（メタルマン、エアーマン、クラッシュマン、フラッシュマン）と『ロックマン3』（マグネットマン、ジェミニマン、ハードマン、スネークマン）のボスキャラクターのグラフィックが元となっている。また、一部その後の作品にも同名のキャラクターが存在するが、いずれも関連性はない。
トーチマン (Torch Man)
下水道を占拠したロボット。磁石が付いていないマグネットマンの姿をしている。
『ロックマン11』にも同名のボスが存在する。
ビットマン (Bit Man)
空中要塞を占拠したロボット。選択画面のグラフィックはハードマンが元で胴体はクラッシュマンが元となっている。
ブレードマン (Blade Man)
水処理施設を占拠したロボット。選択画面のグラフィックと胴体はメタルマンが元となっている。
『ロックマン10』にも同名のボス（そちらはブレイドマン表記）が存在する。
オイルマン (Oil Man)
石油管理施設を占拠したロボット。選択画面のグラフィックと胴体はフラッシュマンが元となっている。
『ロックマンロックマン』にも同名のボスが存在する。
シャークマン (Shark Man)
水中で戦うロボット。胴体はジェミニマンが元となっているだが、選択画面のグラフィックはスネークマンが元となっている。
ウェーブマン (Wave Man)
貨物船を占拠したロボット。選択画面のグラフィックはエアーマンが元となっている。
『ロックマン5』にも同名のボスが存在する。

### その他のボスキャラクター
クローク(CRORQ)
前作と比べ、前方のコックピットのフロントガラスが強化されている。拡散レーザーを発射する。全自動となっているためワイリーは搭乗していない。
ワイリーマシン (Wily Machine)
ワイリーが搭乗している戦闘メカ。化学物質の中にもぐりながら、側面の床から放物線を描いて落下するビームを発射する。

## 特殊武器
()内は武器選択画面での表記。
ブレード以外は頭文字。ブレードがLなのは、「Blade（ブレード）」のうち「Bit（ビット）」と被らない2文字目をとったからである。
トーチアーム(T) - トーチマンを撃破 - 消費エネルギー(2) 　
前方に火の玉を発射する。
ビットキャノン(B) - ビットマンを撃破 - 消費エネルギー(3)
前方に波型のビームを発射する。
ブレードランチャー(L) - ブレードマンを撃破 - 消費エネルギー(4)
3つの手裏剣がそれぞれ違う方向に飛んでいく。
オイルストリーム(O) - オイルマンを撃破 - 消費エネルギー(2)
前方に小さなオイルの塊を発射する。
シャークブーメラン(S) - シャークマンを撃破 - 消費エネルギー(3)
前方に一定距離進むと折り返すカッターを発射する。
ウォーターシューター(W) - ウェーブマンを撃破 - 消費エネルギー(2)
3つに拡散して飛び落下する水玉を発射する。

## 新アクション
泳ぎ
従来では水中は泳げずジャンプ力が上がるものであったが、今作では泳いで移動するアクションが可能となった。